# Crabroninae
Crabroninae is een onderfamilie van vliesvleugelige insecten van de familie van de graafwespen (Crabronidae).

## Geslachten
- Trypoxylon Latreille, 1796 (16)